# RADius (nawigacja)

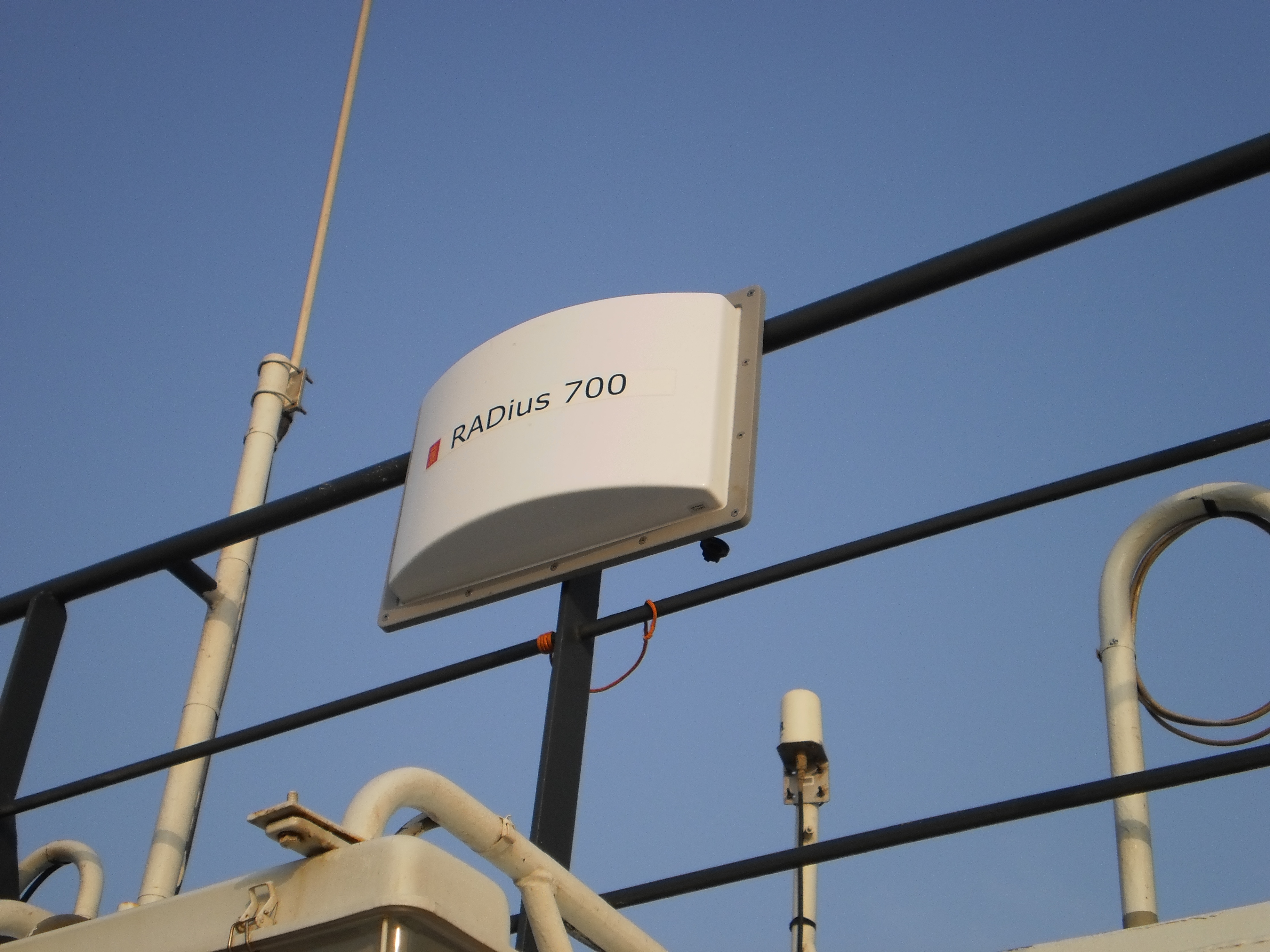
Transponder systemu RADius

RADius – system referencyjny (system precyzyjnej nawigacji), przeznaczony głównie dla statków z systemem dynamicznego pozycjonowania. Opracowany i opatentowany przez firmę Konsberg Seatex AS. System używa fal elektromagnetycznych z pasma GHz (podobnie jak morskie radary nawigacyjne).

## Budowa i działanie
System składa się z:
1. Urządzenie nadawczo-odbiorczego wraz z anteną, montowanego zazwyczaj na statku. Antena ma kąt widzenia 90 w pionie i w poziomie. Aby zapewnić działanie niezależnie od wzajemnego położenia anteny i transpondera, można montować kilka anten.
2. Transponderów, rozmieszczonych zazwyczaj na obiekcie, przy którym statek pracuje (platforma wydobywcza, barka itp.). Transpondery, zasilane bateryjnie lub z zasilacza, mają również kąt widzenia po 90 stopni. Transpondery nadają swoje dane identyfikacyjne (wcześniej zaprogramowane, dzięki temu statek może współpracować z jednym lub wieloma transponderami. Z każdego zainstalowanego transpondera może równocześnie korzystać kilka statków.
3. Stacji roboczej, czyli komputera z zainstalowanym odpowiednim oprogramowaniem, który na podstawie danych z urządzenia nadawczo-odbiorczego ustala pozycję i parametry ruchu statku względem transponderów.
4. Konsoli operatora, umożliwiającej sterowanie systemem oraz przesyłanie informacji do systemu dynamicznego pozycjonowania.

Dokładność pomiaru wynosi 0,5 m dla odległości i 0,5 stopnia dla pomiarów kąta. Chociaż zasięg sygnału wynosi ok. 1 km, precyzję potrzebną do operacji DP system zachowuje do odległości 550 metrów między anteną nadawczo-odbiorczą a transponderem.

## Wady i zalety
Do zalet systemu zaliczyć należy:
1. Wysoką precyzję pomiarów
2. Niezależność od warunków atmosferycznych (systemy laserowe, jak FanBeam i CyScan są wrażliwe na deszcz, śnieg czy pył)
3. Brak części ruchomych
4. Możliwość współpracy z kilkoma transponderami oraz użycia tych samych transponderów przez wiele statków.
5. Łatwość instalacji transpondera (w porównaniu z systemem Artemis).
6. Ciągłość pomiarów w pobliżu innych obiektów (odbiór sygnałów DGPS jest zakłócony w pobliżu platform itp.)

Wadami są:
1. Ograniczony zasięg
2. Konieczność instalacji skomplikowanych (i przez to drogich) transponderów ("odbłyśniki" do systemów laserowych są znacznie tańsze i prostsze).